# Campeonato Panamericano de Béisbol Sub-18 de 2018
El XIII Campeonato Panamericano de Béisbol Sub-18 de 2018 es una competición de béisbol internacional disputada en Panamá, desde el 23 de noviembre al 2 de diciembre en las ciudades de Santiago de Veraguas y Chitré. El torneo fue organizado por la Federación Panameña de Béisbol y otorga cuatro cupos a la Copa Mundial de Béisbol Sub-18 de 2019.

## Sedes
| Santiago de Veraguas  | Chitré              |
| --------------------- | ------------------- |
| Estadio Omar Torrijos | Estadio Rico Cedeño |
|                       |                     |

## Participantes
Se amplió el número de participantes con respecto a la edición anterior pasando de 8 a 15 selecciones:
- Argentina
- Bahamas
- Brasil
- Canadá
- Colombia
- Cuba
- República Dominicana
- Guatemala
- Honduras
- México
- Nicaragua
- Panamá
- Perú
- Estados Unidos
- Venezuela

## Sistema de competición
El torneo contará con dos fases divididas de la siguiente manera:
- Primera ronda o Serie regular: Los quince participantes jugaron divididos en tres grupos de cinco selecciones cada uno, clasificando los dos primeros a la fase final del torneo.

- Super ronda: Se enfrentan los seis equipos clasificados en todos contra todos, los cuatro primeros obtendrán el cupo a la Copa Mundial Sub-18.

- Final: Los dos primeros de la fase anterior disputaran el oro y plata, el tercero y cuarto jugaran por el bronce.

## Serie regular
Disputada del 23 al 27 de noviembre, en cinco jornadas.

### Grupo A
Todos los juegos se disputaron en el Estadio Omar Torrijos en Santiago de Veraguas.
| Equipo               | G | P | Av    | Dif |
| -------------------- | - | - | ----- | --- |
| Estados Unidos       | 4 | 0 | 1.000 | -   |
| República Dominicana | 3 | 1 | 0.750 | 1,0 |
| Brasil               | 2 | 2 | 0.500 | 2,0 |
| Honduras             | 1 | 3 | 0.250 | 3,0 |
| Perú                 | 0 | 4 | 0.000 | 4,0 |

|  |                                |
|  | Clasificados a la Super Ronda. |
|  | Eliminados.                    |

Resultados
| Fecha, Hora            | Visitante            | Resultado | Local                |
| ---------------------- | -------------------- | --------- | -------------------- |
| 23 de noviembre, 09:00 | Perú                 | 0-15      | República Dominicana |
| 23 de noviembre, 13:00 | Honduras             | 0-16      | Estados Unidos       |
| 24 de noviembre, 10:00 | Honduras             | 1-13      | Brasil               |
| 24 de noviembre, 14:00 | Estados Unidos       | 26-0      | Perú                 |
| 25 de noviembre, 10:00 | Perú                 | 0-3       | Honduras             |
| 25 de noviembre, 14:00 | Brasil               | 1-12      | República Dominicana |
| 26 de noviembre, 10:00 | República Dominicana | 12-4      | Honduras             |
| 26 de noviembre, 14:00 | Estados Unidos       | 15-5      | Brasil               |
| 27 de noviembre, 10:00 | Brasil               | 10-3      | Perú                 |
| 27 de noviembre, 14:00 | República Dominicana | 5-13      | Estados Unidos       |

### Grupo B
Todos los juegos se disputaron en ambas sedes.
| Equipo    | G | P | Av    | Dif |
| --------- | - | - | ----- | --- |
| Canadá    | 3 | 1 | 0.750 | -   |
| Venezuela | 3 | 1 | 0.750 | -   |
| Colombia  | 2 | 2 | 0.500 | 1,0 |
| Cuba      | 2 | 2 | 0.500 | 1,0 |
| Bahamas   | 0 | 4 | 0.000 | 3,0 |

|  |                                |
|  | Clasificados a la Super Ronda. |
|  | Eliminados.                    |

Resultados
| Fecha, Hora            | Visitante | Resultado | Local     |
| ---------------------- | --------- | --------- | --------- |
| 23 de noviembre, 09:00 | Cuba      | 15-1      | Bahamas   |
| 23 de noviembre, 18:00 | Colombia  | 3-8       | Canadá    |
| 24 de noviembre, 10:00 | Bahamas   | 4-14      | Colombia  |
| 24 de noviembre, 18:00 | Canadá    | 8-2       | Venezuela |
| 25 de noviembre, 10:00 | Venezuela | 17-1      | Bahamas   |
| 25 de noviembre, 18:00 | Colombia  | 5-4       | Cuba      |
| 26 de noviembre, 10:00 | Bahamas   | 3-17      | Canadá    |
| 26 de noviembre, 18:00 | Cuba      | 5-10      | Venezuela |
| 27 de noviembre, 10:00 | Venezuela | 8-5       | Colombia  |
| 27 de noviembre, 18:30 | Canadá    | 0-4       | Cuba      |

### Grupo C
Todos los juegos se disputaron en el Estadio Rico Cedeño en Chitré.
| Equipo    | G | P | Av    | Dif |
| --------- | - | - | ----- | --- |
| Panamá    | 4 | 0 | 1.000 | -   |
| Nicaragua | 3 | 1 | 0.750 | 1,0 |
| México    | 2 | 2 | 0.500 | 2,0 |
| Argentina | 1 | 3 | 0.250 | 3,0 |
| Guatemala | 0 | 4 | 0.000 | 4,0 |

|  |                                |
|  | Clasificados a la Super Ronda. |
|  | Eliminados.                    |

Resultados
| Fecha                  | Visitante | Resultado | Local     |
| ---------------------- | --------- | --------- | --------- |
| 23 de noviembre, 13:00 | Nicaragua | 6-5       | México    |
| 23 de noviembre, 19:00 | Panamá    | 13-1      | Guatemala |
| 24 de noviembre, 14:00 | Argentina | 1-9       | Nicaragua |
| 24 de noviembre, 18:00 | México    | 2-8       | Panamá    |
| 25 de noviembre, 14:00 | Guatemala | 0-3       | Argentina |
| 25 de noviembre, 18:00 | Nicaragua | 1-2       | Panamá    |
| 26 de noviembre, 14:00 | México    | 6-2       | Guatemala |
| 26 de noviembre, 18:00 | Panamá    | 18-0      | Argentina |
| 27 de noviembre, 14:00 | Guatemala | 2-17      | Nicaragua |
| 27 de noviembre, 18:00 | Argentina | 0-12      | México    |

## Super Ronda
Disputado del 28 de noviembre al 1 de diciembre en el Estadio Rico Cedeño de Chitré.
| Equipo               | G | P | Av    | Dif |
| -------------------- | - | - | ----- | --- |
| Estados Unidos       | 5 | 0 | 1.000 | -   |
| Panamá               | 4 | 1 | 0.800 | 1,0 |
| Canadá               | 2 | 3 | 0.600 | 3,0 |
| Nicaragua            | 2 | 3 | 0.400 | 3,0 |
| Venezuela            | 1 | 4 | 0.200 | 4,0 |
| República Dominicana | 1 | 4 | 0.200 | 4,0 |

|  |                                                   |
|  | Juegan por el oro, clasifica al Mundial Sub-18    |
|  | Juegan por el bronce, clasifica al Mundial Sub-18 |
|  | Eliminados.                                       |

| Fecha                  | Visitante            | Resultado | Local                |
| ---------------------- | -------------------- | --------- | -------------------- |
| 28 de noviembre, 10:00 | Venezuela            | 11-3      | República Dominicana |
| 28 de noviembre, 14:00 | Nicaragua            | 1-14      | Canadá               |
| 28 de noviembre, 18:00 | Panamá               | 8-9       | Estados Unidos       |
| 29 de noviembre, 10:00 | Nicaragua            | 6-4       | Venezuela            |
| 29 de noviembre, 14:10 | Canadá               | 2-11      | Estados Unidos       |
| 29 de noviembre, 18:00 | República Dominicana | 2-7       | Panamá               |
| 30 de noviembre, 10:00 | Nicaragua            | 4-1       | República Dominicana |
| 30 de noviembre, 14:00 | Venezuela            | 1-12      | Estados Unidos       |
| 30 de noviembre, 18:00 | Panamá               | 4-2       | Canadá               |
| 1 de diciembre, 10:00  | República Dominicana | 8-2       | Canadá               |
| 1 de diciembre, 14:00  | Nicaragua            | 3-12      | Estados Unidos       |
| 1 de diciembre, 18:00  | Venezuela            | 4-10      | Panamá               |

## Tercer lugar
| Equipo    | C | H | E |
| --------- | - | - | - |
| Nicaragua | 3 | 0 | 0 |
| Canadá    | 5 | 0 | 0 |

## Final
| Equipo         | C  | H | E |
| -------------- | -- | - | - |
| Panamá         | 2  | 0 | 0 |
| Estados Unidos | 17 | 0 | 0 |

## Posiciones finales
La tabla muestra la posición final de los equipos, y la cantidad de puntos que sumaran al ranking WBSC de béisbol masculino.
|                                | Estados Unidos       | 9-0 | 50 |
|                                | Panamá               | 7-2 | 47 |
|                                | Canadá               | 5-4 | 44 |
| 4°                             | Nicaragua            | 5-4 | 41 |
| 5°                             | Venezuela            | 4-4 | 38 |
| 6°                             | República Dominicana | 4-4 | 35 |
| Eliminados en la primera ronda |                      |     |    |
| 7°                             | Cuba                 | 2-2 | 32 |
| 8°                             | México               | 2-2 | 29 |
| 9°                             | Colombia             | 2-2 | 26 |
| 10°                            | Brasil               | 2-2 | 23 |
| 11°                            | Honduras             | 1-3 | 20 |
| 12°                            | Argentina            | 1-3 | 17 |
| 13°                            | Bahamas              | 0-4 | 14 |
| 14°                            | Guatemala            | 0-4 | 11 |
| 15°                            | Perú                 | 0-4 | 8  |